# Perdita subglabra
Perdita subglabra är en biart som beskrevs av Timberlake 1971. Perdita subglabra ingår i släktet Perdita och familjen grävbin. Inga underarter finns listade i Catalogue of Life.